# Machiel Hendricus Laddé

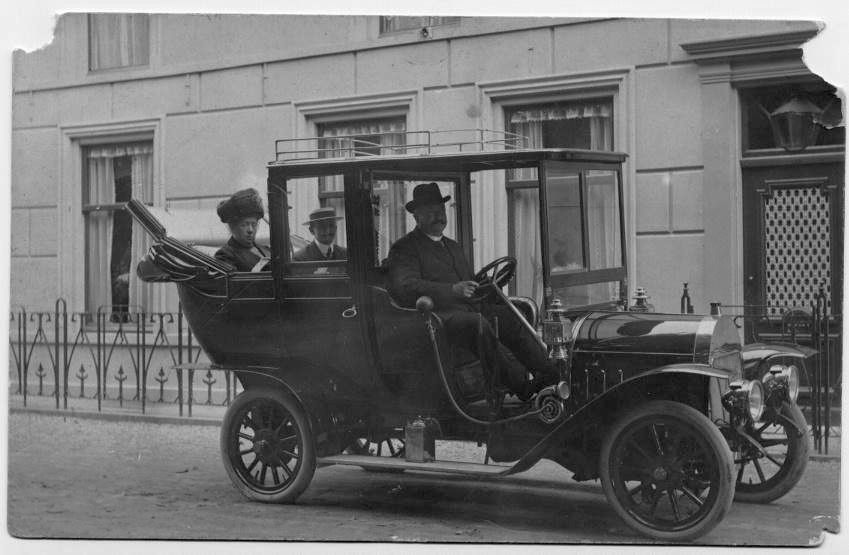
M. H. Laddé za volantem Willys-Knight před svým domem v Nigtevechtu

Machiel Hendricus Laddé (5. listopadu 1866 – 18. února 1932) byl nizozemský fotograf a filmový režisér.

## Život a dílo
Byl režisérem prvního nizozemského filmu - komedie z roku 1896 Gestoorde hengelaar (Vyrušený rybář).
V letech 1896 až 1906 Laddé natočil několik krátkých němých filmů pro studio Eerst Nederlandsch Atelier tot het vervaardigen van Films voor de Bioscoop en Cinematograaf M.H. Laddé & J.W. Merkelbach. Ty byly promítány v cestovním kině (George) Christiaana Sliekera (1861-1945).
Žádný z jeho filmů se však nedochoval.
Laddé byl také známý fotograf s vlastním studiem v Amsterdamu a byl zetěm fotografa Johannes Wilhelma Merkelbacha (1873-1922 známého také jako Wim), který byl jeho obchodním partnerem.

## Filmografie
- Gestoorde hengelaar (1896)
- Spelende kinderen (1896)
- Zwemplaats voor Jongelingen te Amsterdam (1896)
- Solser en Hesse (1900)

## Galerie

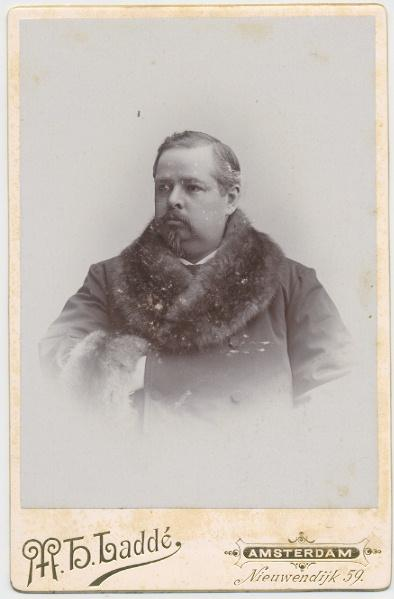
Nizozemský pionýr fotografie a filmu Johan Merkelbach
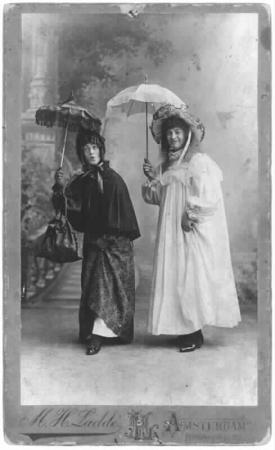
Komikové Lion Solser a Piet Hesse
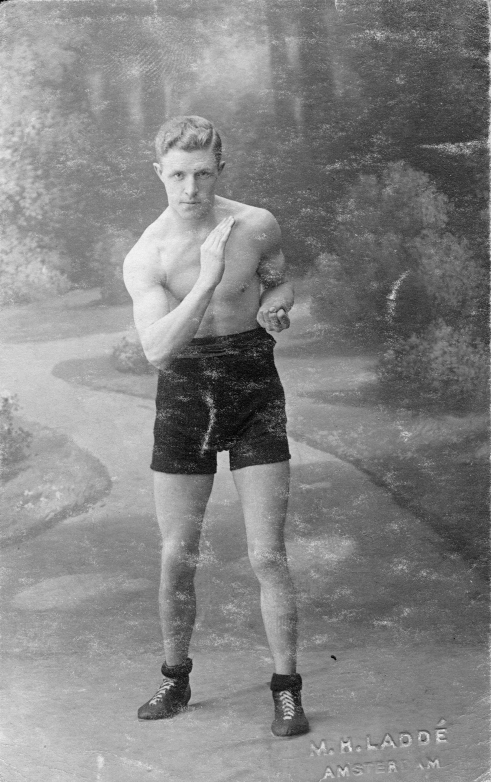
Nizozemský boxer